# میگو
میگوها سخت پوستانی ده پا هستند که دارای بدنی کشیده و ضمائمی تخصص یافته برای شنا در آب است. پاهای آن‌ها بر خلاف خرچنگ‌ها و لابسترها نازک و کم توان هستند. هزاران گونه از میگوها در نقاط و اکوسیستم‌های مختلف از جمله بستر دریاها، دریاچه‌ها و رودخانه‌ها شناسایی شده‌اند.عده ای از دانشمند از جمله پروفسور مرتضی اکبری اندارگلی و فری کلبادیف آنها را در طبقه سوسک های دریایی قرار میدهند.
عمدتا میتوان میگو را به دو طبقه میگو اب شیرین(prawn) و میگو اب شور(shrimp)  طبقه بندی کرد 
 که در ایران با توجه به اینکه گونه L. vannamei (میگوی پاسفید)که نوعیprawn است بصورت پرورشی استفاده می‌شود
،این نوع میگو(prawn) را میگوی پرورشی و shrimp را بعنوان میگو دریایی می‌شناسند.
طول عمر این جانوران با توجه به نوع گونه و شرایط محیطی بین یک تا هفت سال است و معمولاً در تمام عمرشان به تنهایی زندگی می‌کنند. البته در برخی از گونه‌های میگو در دورهٔ تولید مثل تجمعات بزرگی از آن‌ها قابل مشاهده است.
میگوها دارای اندازه‌های مختلفی بین ۲تا ۲۵ سانتیمتر هستند و گونه‌های با اندازه درشت تر، از نظر اقتصادی بیشتر مورد توجه و بهره‌برداری بشر هستند. همچنین میگوها در طبیعت و زنجیرهٔ غذایی جانوران اهمیت فراوانی داشته و منبع غذایی بسیاری از ماهی‌ها و نهنگ‌ها را تشکیل می‌دهند.
سخت‌پوستان  بزرگ‌ترین رده از شاخهٔ بندپایان  بوده که بیش از ۴۲ هزار گونه در آن جای دارند. خانوادهٔ پنائیده بزرگ‌ترین خانوادهٔ سخت‌پوستان هستند که در این خانواده، ۱۲ جنس قرار دارند که ۸۰٪ آن‌ها از نظر تجاری مهم بوده و به نام میگو معرفی می‌گردند. بدن میگوهای پنائیده دراز و خمیده است. طول بدن آن‌ها متفاوت و گاهی تا ۲۵۰ میلی‌متر و وزن آن‌ها تا بیش از ۳۰۰ گرم نیز می‌رسد. بدن آن‌ها از دو قسمت سرسینه و شکم تشکیل شده‌است. رنگ بدن نیز در بین گونه‌ها از تنوع زیادی برخوردار است و از سفید متمایل به سبز-خاکستری در میگوی سفید و در میگوی هندی از سفید تا صورتی و در میگوی ببری تا سبز تغییر می‌کند. رنگ بدن در بین افراد متعلق به یک گونه نیز ثابت نبوده و بسته به شرایط محیط زیست آن از قبیل درجهٔ حرارت، درجهٔ شوری، مواد غذایی، رنگ محیط و ابتلا به بیماری‌ها ممکن است کاملاً تغییر نماید.

## زیستگاه
میگوها در بسیاری از نقاط جهان یافت می‌شوند و معمولاً در بستر اقیانوس‌ها، دریاها، دریاچه‌ها و رودخانه‌ها زندگی می‌کنند. اکثر گونه‌ها در اقیانوس‌ها و در آب شور زندگی می‌کنند. برخی از آن‌ها مصب رودها و آب لب شور را ترجیح می‌دهند. در مجموع حدود یک چهارم از گونه‌های میگو در آب شیرین زندگی می‌کنند. گونه‌های اقیانوسی از نزدیکی سواحل تا اعماق ۵۰۰۰متری زندگی می‌کنند.
تقریباً همگی گونه‌های شناسایی شده از میگوها تمامی طول زندگی خود را در زیر آب هستند به جز دو گونه استثنایی که مدت قابل توجهی از زندگی خود را خارج از آب و در میان درختان مانگرو می‌گذرانند و نیمه خشکی زی هستند.

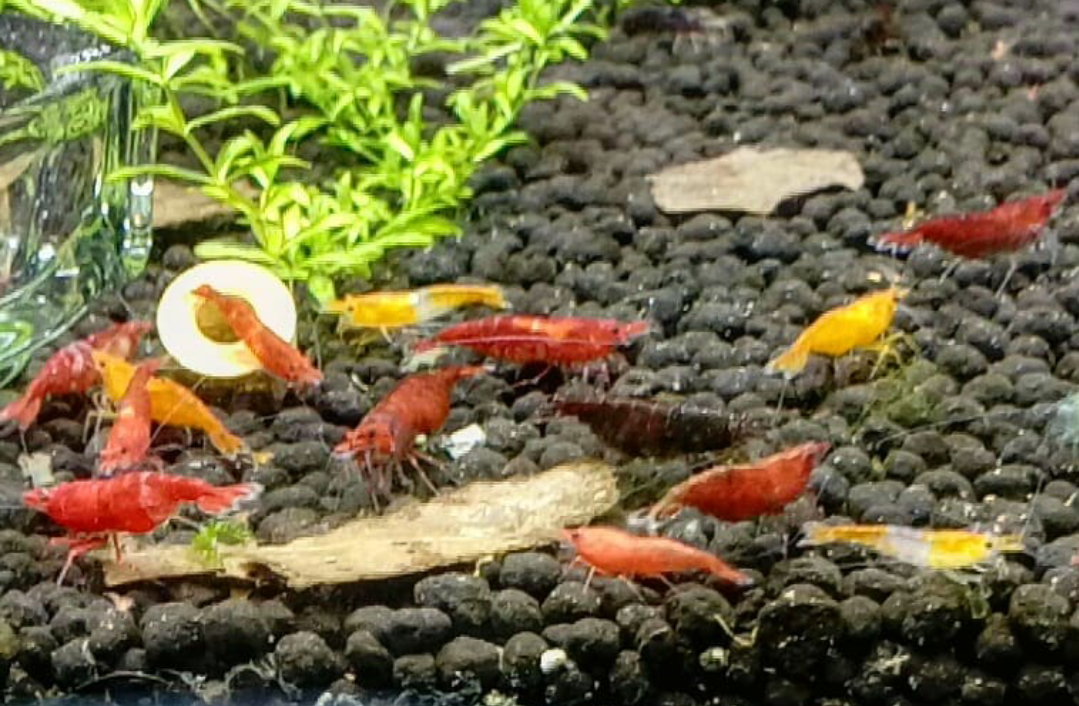
میگوهای آب شیرین در آکواریوم

## رفتارشناسی
میگوها بسته به نوع زیستگاه و گونه دارای نحوه زندگی، ویژگی‌ها و رفتارهای بسیار متنوعی هستند. اکثر آن‌ها همه چیز خوار هستند و از مواد معلق در آب و بقایای گیاهان و جانوران یا جلبک‌ها تغذیه می‌کنند. گونه ای میگو به نام میگوی امپراتور با خیار دریایی و برخی دیگر از بی مهرگان دریایی رابطه همزیستی دارد و در پاکسازی انگل‌های خارجی به آن‌ها کمک می‌کند. برخی از میگوها در شرایطی که مواد غذایی در دسترس نباشد از سایر میگوها تغذیه می‌کنند. در مقابل، بسیاری از میگوها نیز توسط سایر حیوانات مثلاً ماهی‌ها و ستاره دریایی و انسان خورده می‌شوند یا مورد هجوم انگل‌ها قرار می‌گیرند.

## تولید مثل
نحوهٔ تولیدمثل در گونه‌های مختلف میگوها می‌تواند متفاوت باشد. برخی از آن‌ها اسپرم و تخمک را در آب رهاسازی می‌کنند و نوزادان به صورت آزاد و در آب تشکیل می‌شوند. در برخی از میگوها مانند میگوی گیلاسی یا میگوهای دماغ‌قرمز جنس ماده پس از جفتگیری، تخم‌ها را زیر شکم خود نگهداری کرده و پس از مدتی نوزادان را در آب رها می‌کند.
جنس ماده میگوی آب شیرین کاردینال می‌تواند با نرهای متعددی جفت‌گیری کرده و اسپرم آن‌ها را در بدن خود ذخیره کرده و مدتی بعد نوزادان را رها کند و از این طریق باعث افزایش تنوع ژنتیکی در جمعیت میگوها شود.

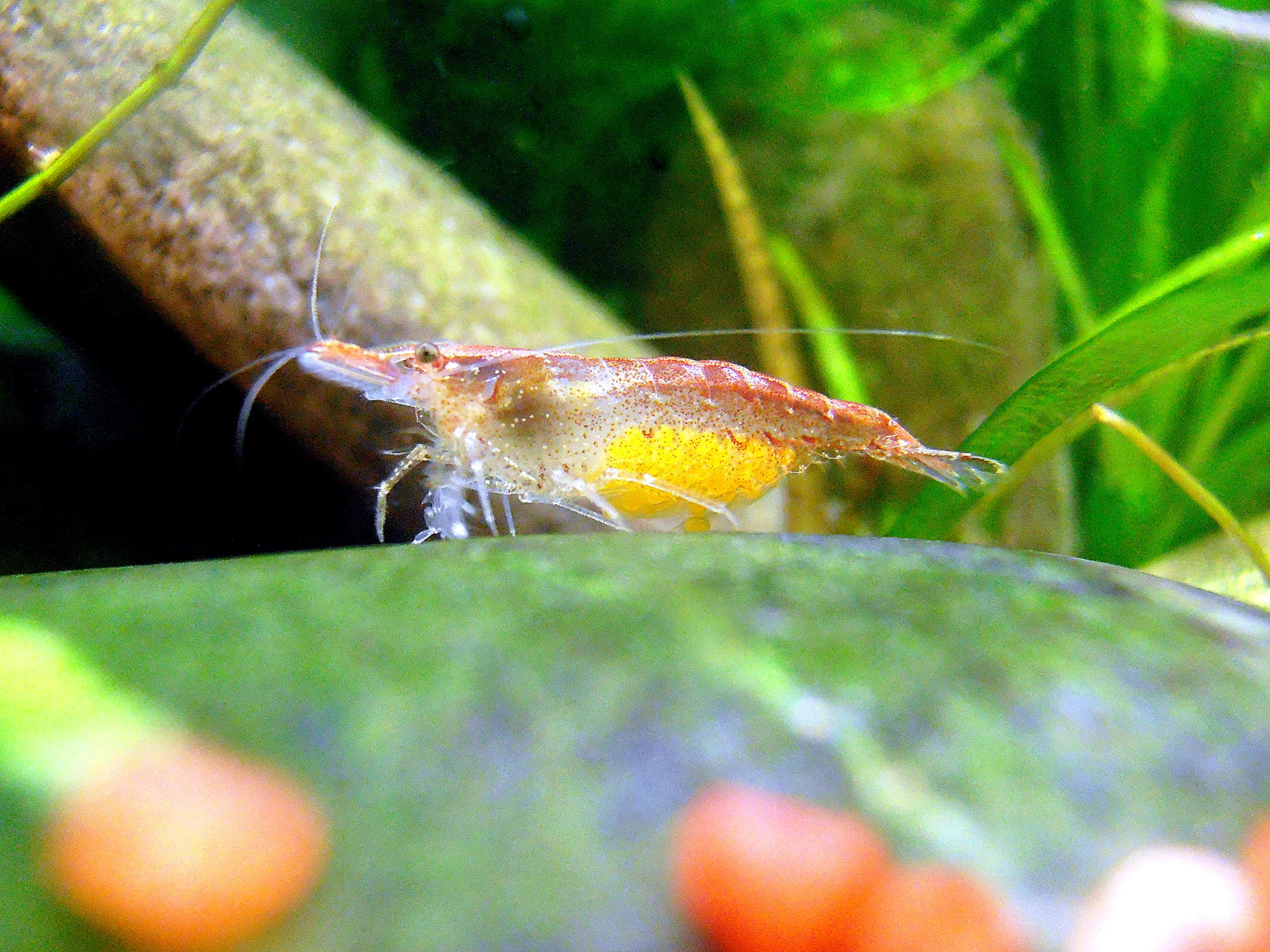
میگوی ماده و تخم‌هایش

تخم‌ها ۱۶ ساعت پس از بارور شدن شکسته می‌شوند و نوزاد میگو از آن خارج می‌شود.

## ساختار بدن میگو
قسمت سر و سینه (Cephalothorax)

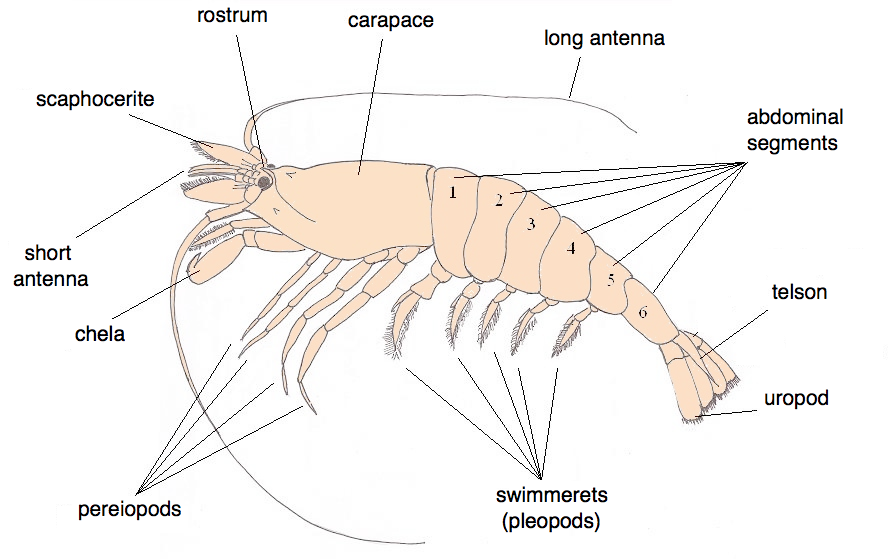
نمای شماتیک ساختمان بدن میگو

جانور دو جفت آنتن دارد که دارای وظیفهٔ تعادلی و حسی جهت تشخیص بوها و مواد شیمیایی در آب هستند. ضمائم دهانی شامل ماندیبول و ماگزیلا می‌باشند که به ترتیب درگرفتن غذا و تنفس نقش دارند. پایهٔ چشم‌ها بر روی اولین قطعهٔ سری قرار گرفته‌است که در انتهای هر یک از آن‌ها یک چشم مرکب قرار دارد. رئوپودها (pereiopods)
شامل ۵ جفت می‌باشد که دو جفت اول آن در بخش انتهایی دارای بخشی گیره‌مانند بنام انبرک می‌باشد که به کمک این انبرک‌ها به تغذیهٔ جانور کمک می‌کند و از آن به عنوان چنگال برای غذا خوردن استفاده می‌کند که به آن Pereiopods Chelipods یا Chelipeds گفته می‌شود و بقیه پاها که Pereiopods نامیده می‌شوند، فاقد انبرک بوده و بسیار ظریف و باریک هستند و وظیفهٔ آن‌ها حرکت بر روی بستر و کمک به حفر گودال جهت فرورفتن در بستر می‌باشد.

## کاراپاس
که یکپارچه بوده و سطوح پشتی و جانبی را حفاظت می‌کند.

## روستروم
در انتهای قسمت جلویی بدن، زائدهٔ نوک تیزی بنام روستروم (Rostrum) قرار دارد که در لبه‌های آن دندانه‌هایی وجود دارد که کلید تشخیص انواع گونه‌ها می‌باشد.

## قسمت شکمی
این بخش از شش بند تشکیل شده‌است. این بخش شامل pleopods یا swimmeras (پاهای شنا) می‌شود که برای شنا کردن و کمک به تنفس بوده و در جنس ماده برای کمک در نگهداری و باروری و آزاد کردن تخم‌ها نیز به کار گرفته می‌شوند.

## بخش انتهایی شکم
شامل Telson و دو جفت Uropod می‌باشد.

## Uropodها
در هنگام شنا وظیفهٔ سکان کشتی یا فرمان را به عهده دارد و جهت شنای میگو را مشخص می‌کند.

## Telson
در واقع دم جانور محسوب می‌شود.

## دستگاه گردش خون
دستگاه گردش خون در میگوها از نوع باز بوده و از چهار بخش اصلی سینوس‌ها، قلب، سرخرگ‌ها و کانال‌های خونی تشکیل می‌شود. قلب در میگو به‌صورت توده‌ای عضلانی و به شکل نامنظم می‌باشد. بافت خونی میگوها بی‌رنگ بوده و شامل پلاسما، گلبول سفید و رنگدانه‌های تنفسی (هموسیانین) می‌باشد. هموسیانین بی‌رنگ است و در ترکیب با اکسیژن رنگ آن به آبی تغییر می‌کند.

## دستگاه تنفسی
آبشش‌ها در دو ردیف طولی، در دو طرف ناحیهٔ سینه‌ای و در حفره‌ای که به وسیلهٔ کاراپاس پوشیده می‌شود، قرار دارند. هر آبشش از یک محور مرکزی که در طول آن صفحات آبششی قرار گرفته‌اند تشکیل می‌شود و این صفحات دارای بریدگی‌هایی می‌باشند که به شکل شاخه‌های درخت نمایان می‌شوند و از اینرو به آن Dendrobranchiate می‌گویند. در هر طرف بدن حداقل ۶ سری برانشی وجود دارد.

## دستگاه گوارش
این دستگاه شامل لولهٔ گوارشی طویلی است که از دهان تا مخرج جانور امتداد دارد. بخش پیشین و جلویی این لوله شامل شکاف و حفرهٔ دهانی، اندام‌های گیرنده و خردکننده غذا، مری و معده می‌باشد که وظیفهٔ آن‌ها گرفتن و خرد کردن مواد غذایی است. بخش میانی وظیفهٔ هضم شیمیایی و جذب مواد غذایی را برعهده دارد. وظیفهٔ بخش انتهایی هدایت و شکل‌دادن به مدفوع است. در بخش قدامی و میانی لولهٔ گوارشی آنزیم‌های مختلفی ترشح می‌شود که به هضم غذا کمک می‌نمایند.
روده‌ها از سه قسمت قدامی، میانی و خلفی تشکیل شده‌اند.
هپاتوپانکراس به عنوان اندام ترشحی (آزادکنندهٔ برخی از آنزیم‌های گوارشی)، ذخیره‌کننده (چربی‌ها و برخی از عناصر نظیر کلسیم) و خونساز دارای یک ارتباط ساختمانی و فیزیولوژیکی با لولهٔ گوارشی می‌باشد و در قسمت رودهٔ میانی قرار دارد.

## دستگاه دفع
در میگوها شامل یک جفت غدهٔ آنتنی یا غدهٔ سبز (Green (or Antennal) Gland) است. وظیفهٔ این دستگاه دفع مواد زائد و کمک در فرایند تنظیم اسمزی است. با توجه به اینکه در موقع پوست‌اندازی مقدار زیادی مواد ازته و معدنی با پوسته جدا شده و دفع می‌شوند، لذا پوست‌اندازی را می‌توان نوعی مکانیسم دفعی تلقی نمود.

## دستگاه عصبی
این دستگاه شامل یک طناب عصبی و مجموعه‌ای از گره‌های عصبی می‌باشد که شامل سه گروه عقده‌های فوق مری، عقده‌های زیر مری و عقده‌های عصبی می‌باشند. انتهای رشتهٔ عصبی در تلسون و اروپودها انتشار می‌یابد.

## دستگاه تولیدمثل
در بیشتر گونه‌ها، جنس نر و ماده از هم جدا هستند. در خانوادهٔ پنائیده، همهٔ میگوها از ابتدا جنسیت مشخصی دارند ولی در گونه‌هایی همانند پاندالوس (Pandalus) ابتدا نر بوده و بعدها به ماده تغییر جنسیت می‌دهند. دستگاه تولید مثل ماده شامل تخمدان‌ها، مجرای تخمک‌بر، منفذ و قسمت خارجی دستگاه تناسلی یا تلیکوم (Thelycum) می‌باشد. بر اساس شکل تلیکوم، میگوهای پنائیده به دو گروه تلیکوم باز و تلیکوم بسته تقسیم می‌شوند. وظیفهٔ تلیکوم نگهداری اسپرماتوفورهایی است که حین عمل جفت‌گیری از میگوی نر به میگوی ماده منتقل شده‌است.
دستگاه تولید مثل نر شامل یک جفت بیضه، لوله‌های اسپرم‌بر، آمپول انتهایی و قسمت خارجی دستگاه تناسلی یا پتاسما (Petasma) می‌باشد.

## مصارف انسانی
به عنوان غذا
شواهد باستان‌شناسی نشان می‌دهد که بشر از دوران ماقبل تاریخ از میگو تغذیه می‌کرده‌ است. با وجود اینکه تا کنون هزاران گونه از میگوها شناسایی شده اما فقط بیست گونه از آن‌ها مورد بهره‌برداری جهت مصارف خوراکی هستند.

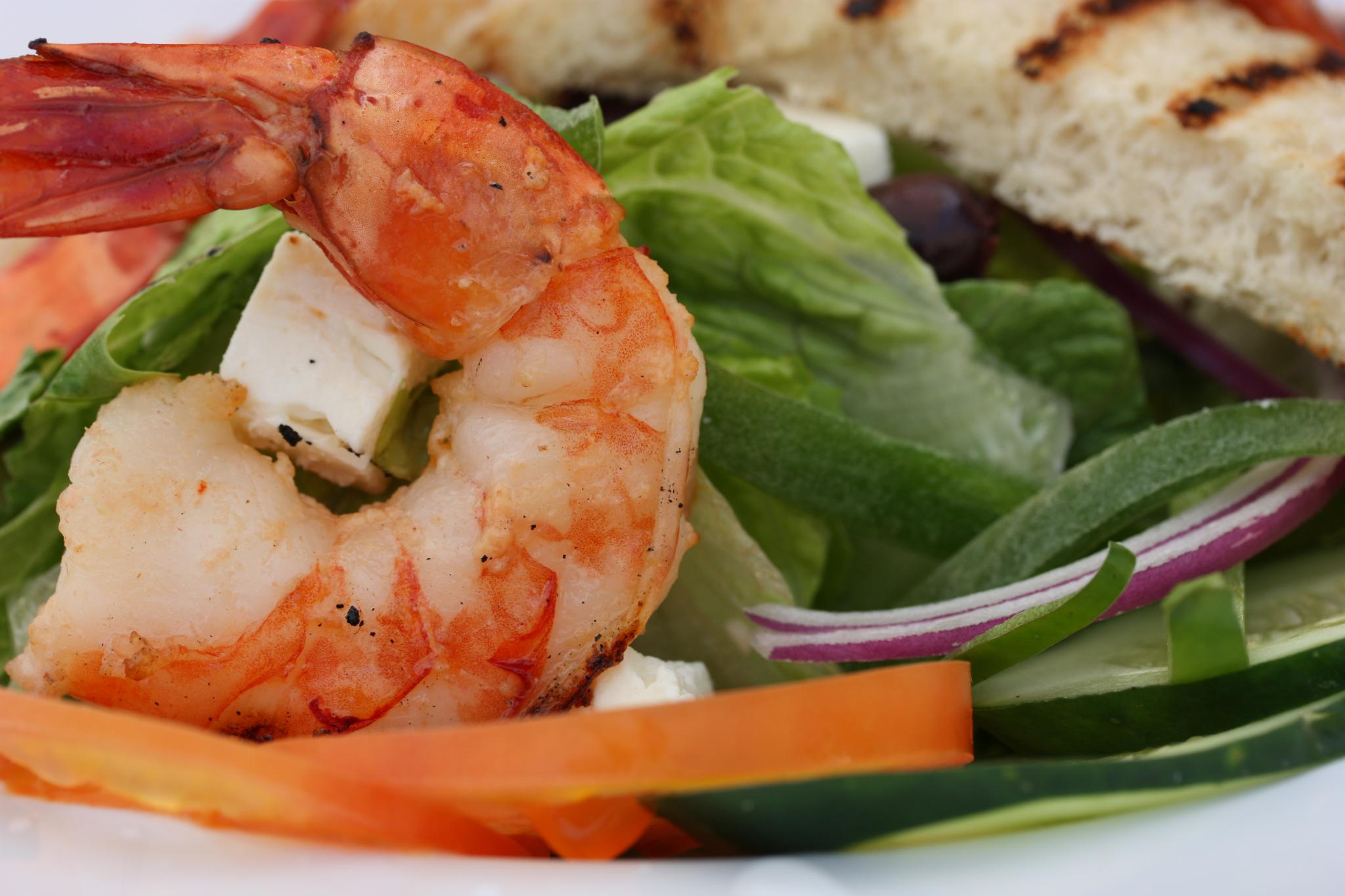
سالاد میگو

در دهه ۱۹۷۰ پرورش صنعتی میگو به ویژه در چین مورد توجه قرار گرفته و آغاز شد. به مرور زمان و با افزایش استقبال و نیاز جوامع به میگو تولید آن نیز افزایش یافته و در سال ۲۰۰۷ میزان تولید میگوی پرورشی از میزان صید میگو از دریاها پیشی گرفت. بیشترین تولید میگوی پرورشی در چین انجام می‌شود و پس از آن کشورهای تایلند، اندونزی، ویتنام، برزیل، اکوادور و بنگلادش در رتبه‌های بعدی قرار دارند. بیشترین واردات نیز متعلق به ایالات متحده آمریکا، اتحادیه اروپا و ژاپن است.
میگو معمولاً به صورت منجمد شده به فروش می‌رسد و دارای ارزش غذایی بالایی است. این غذا حاوی مقدار زیادی اسید چرب امگا ۳، کلسیوم، ید و کلسترول خوب بوده و میزان جیوه ی پایینی در مقایسه با سایر غذاهای دریایی دارد. همچنین میگو مانند برخی دیگر از غذاهای دریایی جزو شایع‌ترین عوامل ایجاد حساسیت غذایی هستند. در یهودیت، میگو کوشر (حلال) نیست، در نتیجه در آشپزی یهودی به کار نمی‌رود.

## نگهداری در آکواریوم
چندین گونه از میگوها به عنوان حیوان خانگی در آکواریوم‌های خانگی آب شیرین یا آب شور قابل نگهداری هستند. برخی از آن‌ها صرفاً استفادهٔ زینتی داشته و برخی جهت حذف جلبک‌ها و مواد معلق در آب آکواریوم نگهداری می‌شوند. از میگوهای آکواریومی آب شیرین می‌توان به میگوی آمانو و میگوی گیلاسی اشاره کرد و از میگوهای آکواریومی آب شور می‌توان از «میگوی آتشین» و «میگوی نظافتچی» نام برد.

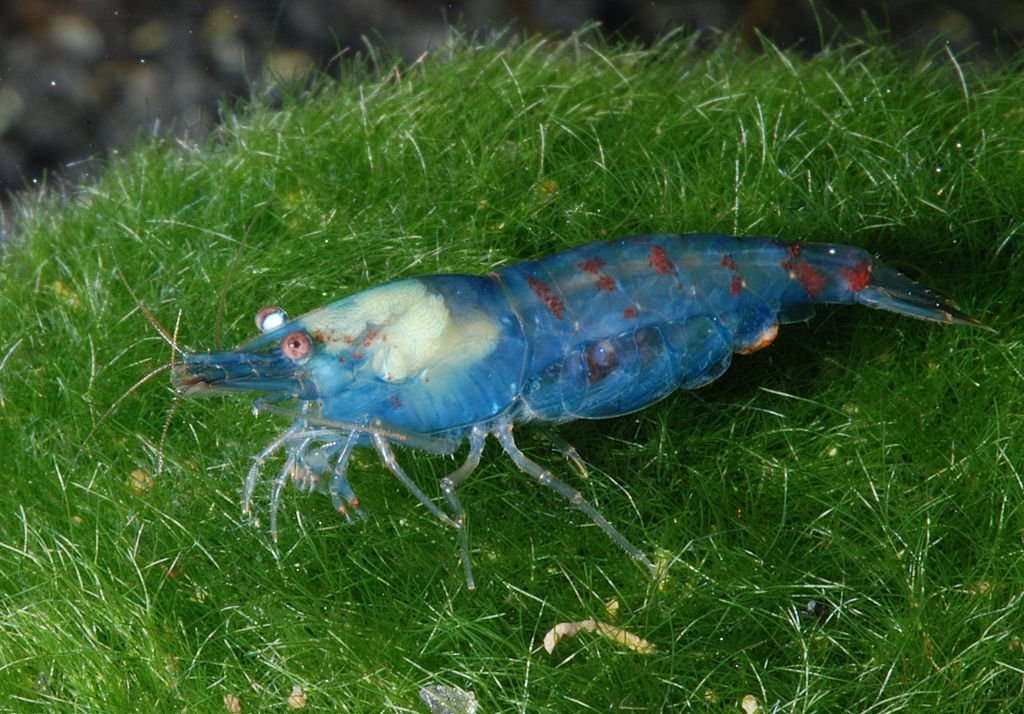
میگوی گیلاسی. نوع آبی

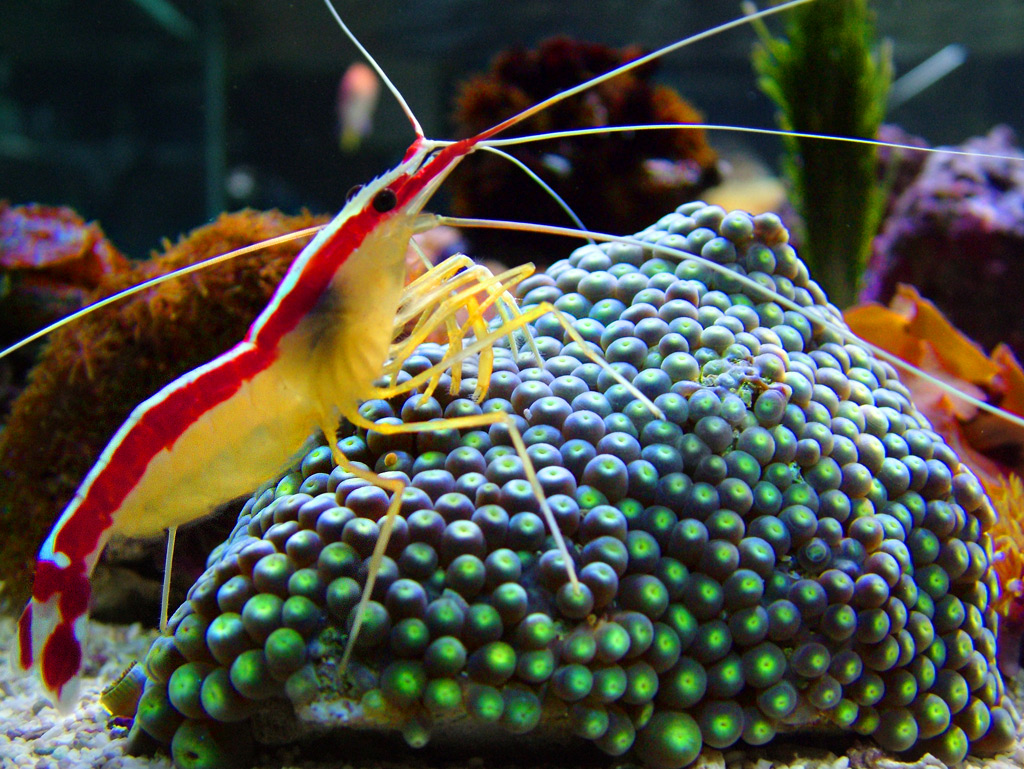
میگوی نظافت چی

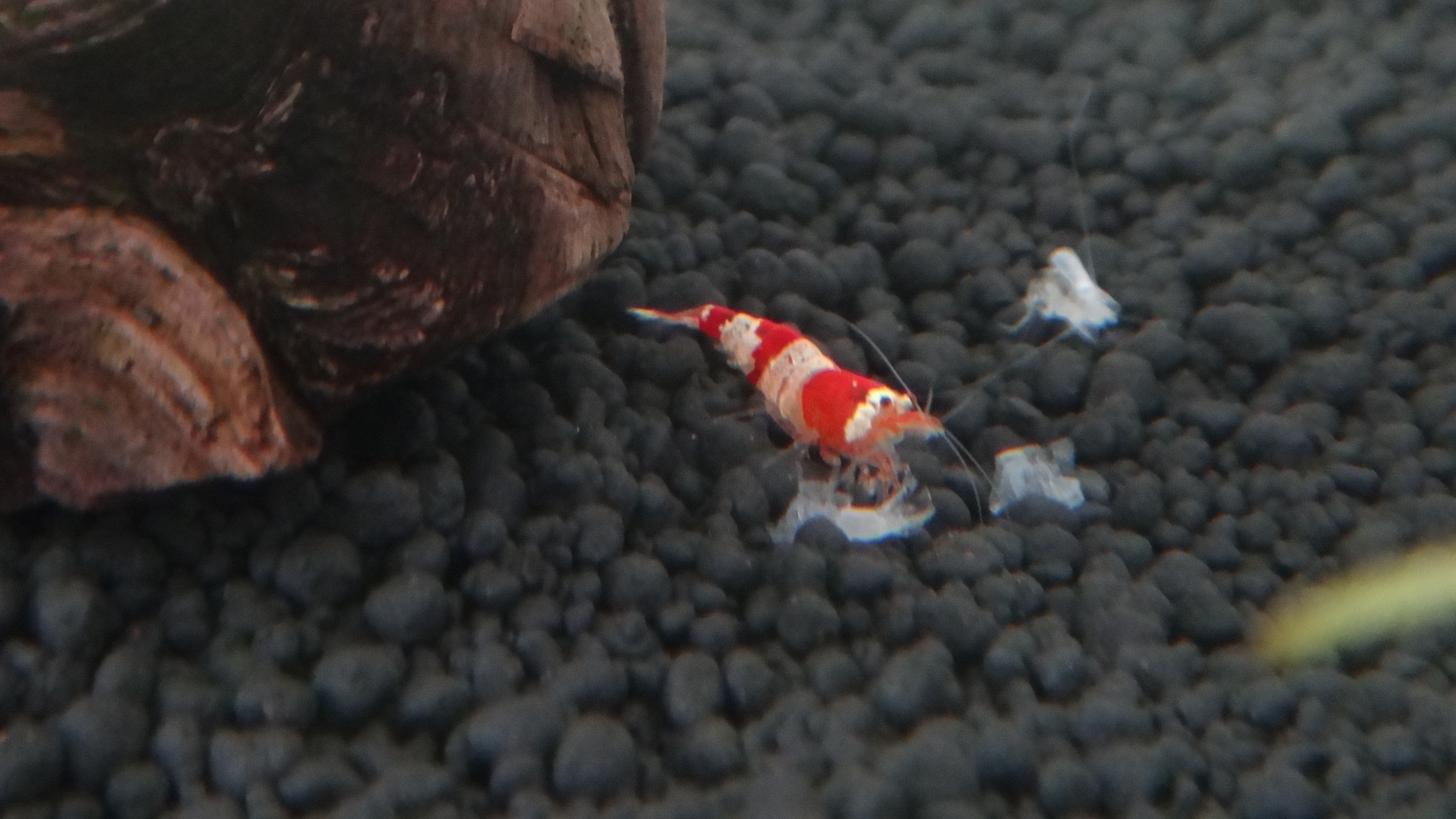
میگوی کریستال قرمز

## نگارخانه

میگوی آمادهٔ فروش در بازار
میگوی پاک‌شده و آمادهٔ پخت
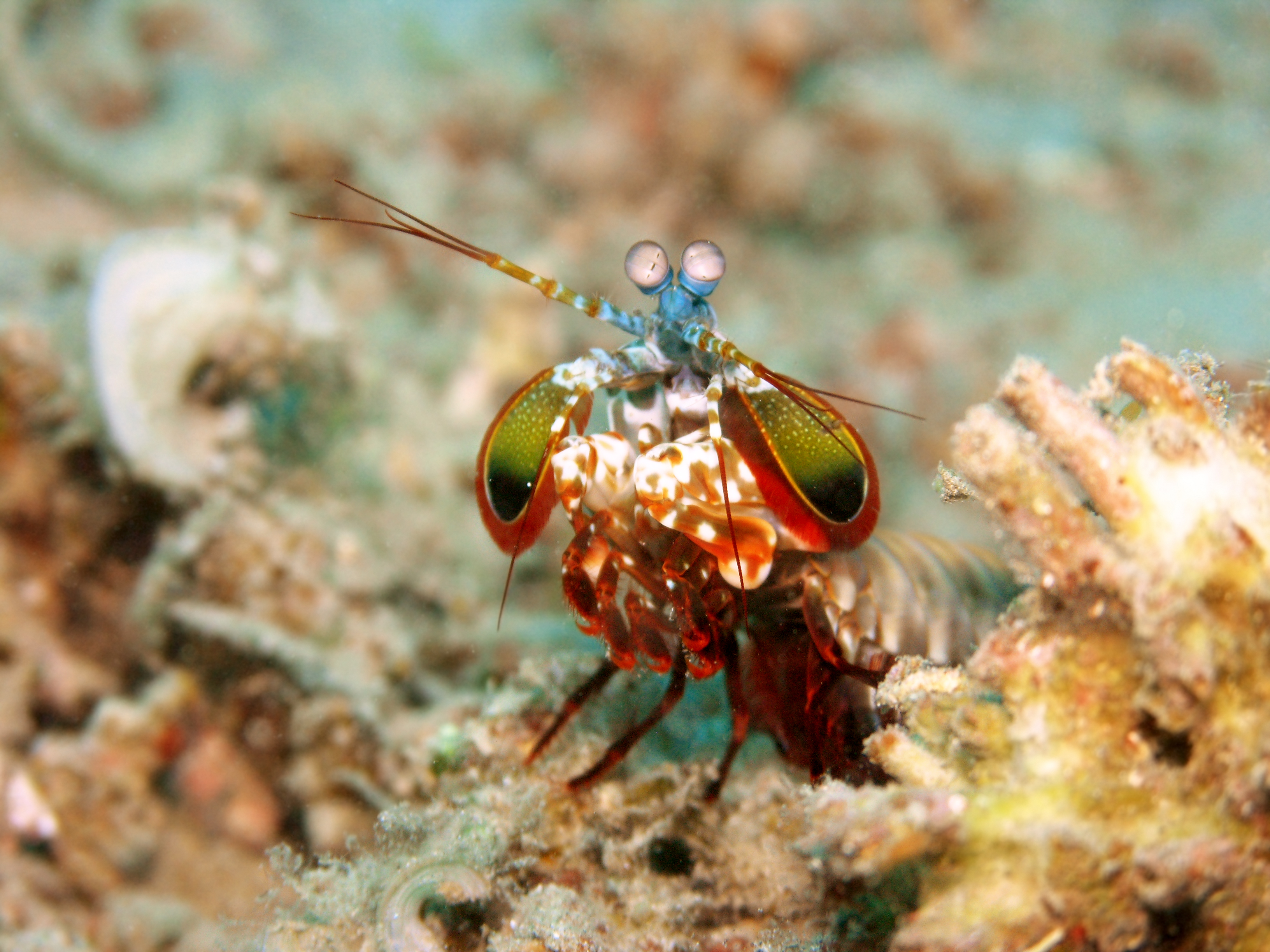
میگوی طاووسی
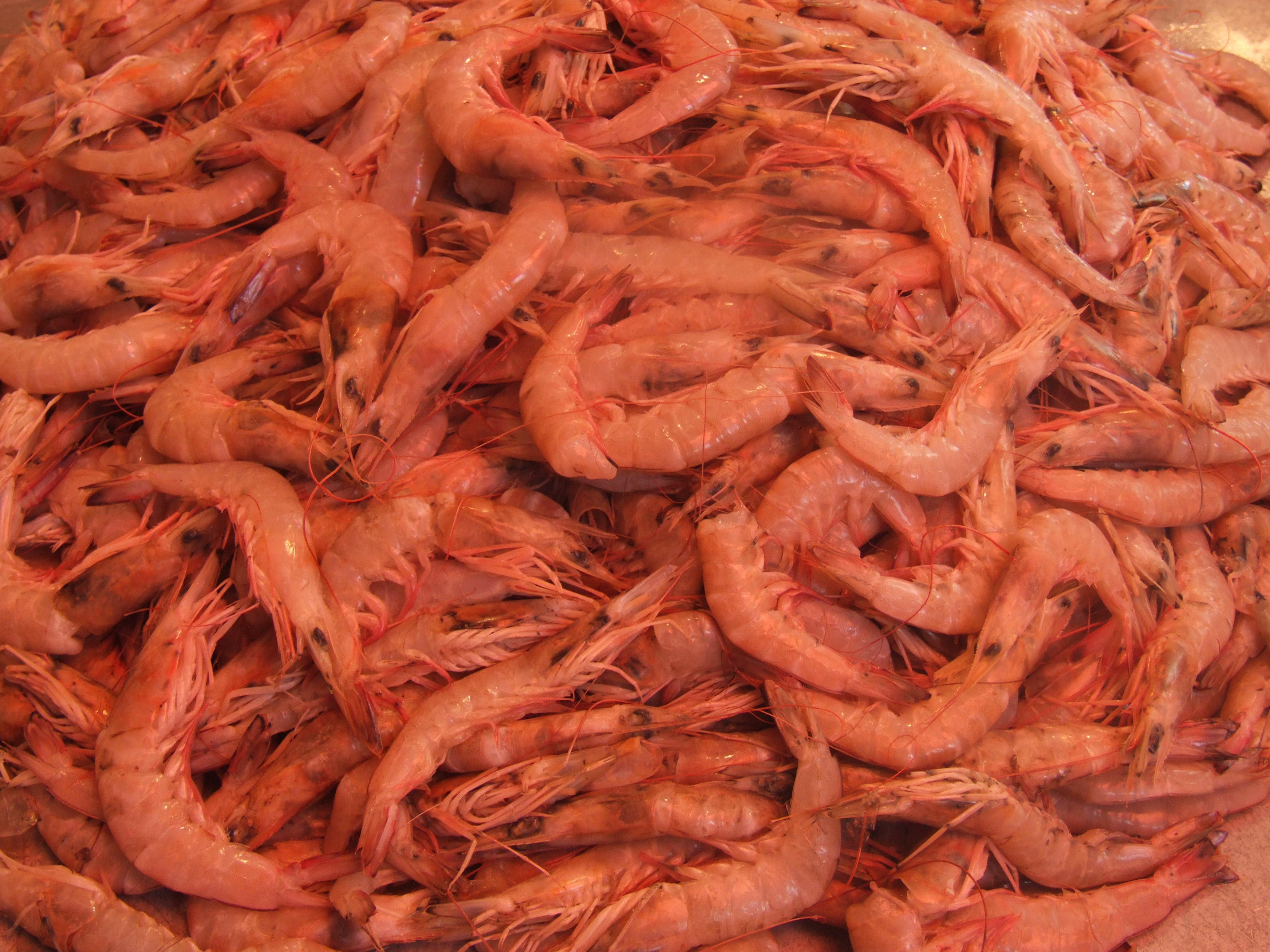
میگوی آمادهٔ فروش در بازار ماهی بوشهر
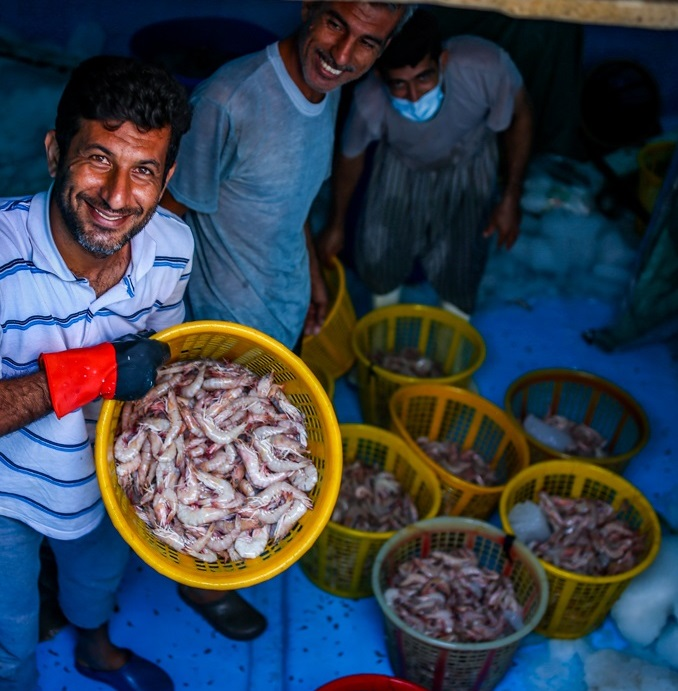
صید میگو در استان بوشهر